# NGC 415
NGC 415 (również PGC 4161) – galaktyka spiralna z poprzeczką (SBb), znajdująca się w gwiazdozbiorze Rzeźbiarza. Odkrył ją John Herschel 1 września 1834 roku.